# Per Bäckström
Per Bäckström (12. april 1959) er en svensk professor i litteraturvetenskap ved Linnéuniversitetet i Växjö, Sverige siden 2019. Han har arbejdet som professor i litteraturvetenskap ved Karlstads universitet, Sverige 2010–2019, og som førsteamanuensis (svarer til dansk lektor) ved Institutt for Kultur og Litteratur ved Universitetet i Tromsø, Norge 1996–2010.
Han har lidt medlemskommissonen for European Network for Avant-Garde and Modernism Studies (EAM) 2007–2011, og er koordinator for Norge i Nordisk Netværk for Avantgardestudier. Han har arbejdet som litteraturanmeldere ved Göteborgs-Tidningen (GT) og Nordvästra Skånes Tidningar (NST), og har udgivet undersøgelser af Søren Ulrik Thomsen, Pia Tafdrup, Per Højholt, Dan Turèll, Bruno K. Öijer, Henri Michaux, Gunnar Ekelöf, Mikhail Bakhtin, intermedialitet, avantgarde og neoavantgarde. Han jobber for øjeblikket med to projekter om Öyvind Fahlströms tværæstetiske kunst og ”The Anti-Aesthetics of Rock”.